# QT8 (metropolitana di Milano)
QT8 è una stazione della linea M1 della metropolitana di Milano.

## Storia
La stazione, che prende nome dall'omonimo quartiere, venne inaugurata l'8 novembre 1975, come capolinea del prolungamento proveniente da Lotto.
Rimase capolinea fino al 12 aprile 1980, quando venne attivato il prolungamento per San Leonardo.

## Interscambi
Nei pressi della stazione è presente una fermata servita dalle reti automobilistiche ATM e Groane Trasporti e Mobilità.

## Servizi
La stazione dispone di:
- Biglietteria automatica